# Ferdinandusa rudgeoides
Ferdinandusa rudgeoides là một loài thực vật có hoa trong họ Thiến thảo. Loài này được (Benth.) Wedd. mô tả khoa học đầu tiên năm 1854.